# Sergio Rábade Romeo
Sergio Rábade Romeo (Saavedra, Begonte, Lugo, 28 de enero de 1925 – Madrid, 27 de marzo de 2018) fue un filósofo y catedrático español, conocido por sus contribuciones en el campo de la metafísica y la teoría del conocimiento. Realizó estudios en el Seminario de Mondoñedo, y se graduó y doctoró en Filosofía por la Universidad Complutense de Madrid, donde más tarde se convirtió en catedrático y finalmente en rector.

## Biografía
Rábade nació en Saavedra, un pueblo del municipio de Begonte, en la provincia de Lugo. Comenzó sus estudios en el Seminario de Mondoñedo y más tarde se trasladó a Madrid, donde completó su licenciatura y doctorado en Filosofía.

### Carrera académica
Rábade fue catedrático de Metafísica en la Universidad de Valencia y en la Universidad Complutense de Madrid. Su investigación se centró en la teoría del conocimiento, abarcando desde la filosofía medieval hasta la moderna. Publicó extensamente sobre figuras como Guillermo de Ockham, Francisco Suárez, René Descartes, y David Hume. 

### Cargos y responsabilidades
- Vicerrector de Asuntos Económicos y de Alumnos de la Universidad Complutense de Madrid.
- Decano de la Facultad de Filosofía y Ciencias de la Educación de la UCM.
- Presidente de la Sociedad Española de Filosofía.
- Director del Instituto de Filosofía Luis Vives.
- En 1983, Vicerrector de Ordenación Académica.
- Primer rector de la Universidad San Pablo-CEU.[4]
- Director del Centro Superior de Estudios Don Bosco.

## Obras principales
Entre sus obras más destacadas se encuentran:
- El problema de la contingencia. Ed. Condor. (Madrid, 1959),
- Historia del pensamiento filosófico y científico. Ed.Gregorio del Toro (Madrid, 1963),
- Verdad, conocimiento y ser (1965),
- Estructura del conocer humano (1966),
- Kant. Problemas gnoseológicos de la "Crítica de la razón pura". Gredos, (Madrid, 1969),
- Descartes y la gnosiología moderna, Gregorio del Toro, (Madrid, 1974),
- Hume y el fenomenismo moderno, Gredos, (Madrid, 1975),
- Ortega y Gasset, filósofo. Hombre, conocimiento y razón, Humanitas, (Barcelona, 1983),
- Espinosa: razón y felicidad. Ed. Cincel (Madrid, 1987)
- Teoría del Conocimiento, Akal (Madrid, 1998)[5][6]
- El conocer humano, vol. I, Trotta, (Madrid, 2003),
- El Empirismo. David Hume, vol. II, Trotta, (Madrid, 2004).
- El Racionalismo. Descartes y Espinosa, vol. III, Trotta, (Madrid, 2006),
- Teoría y crítica de la razón. Kant y Ortega y Gasset, vol. IV, Trotta, (Madrid, 2009).

## Premios y reconocimientos
Rábade recibió varios reconocimientos a lo largo de su carrera, como el Premio Raimundo Lulio (CSIC) en 1964, la Encomienda con Placa de la Orden de Alfonso X el Sabio o la Medalla Castelao otorgada por la Xunta de Galicia en 2001 en reconocimiento a su trayectoria académica y contribuciones a la filosofía.